# Yazd Atash Behram

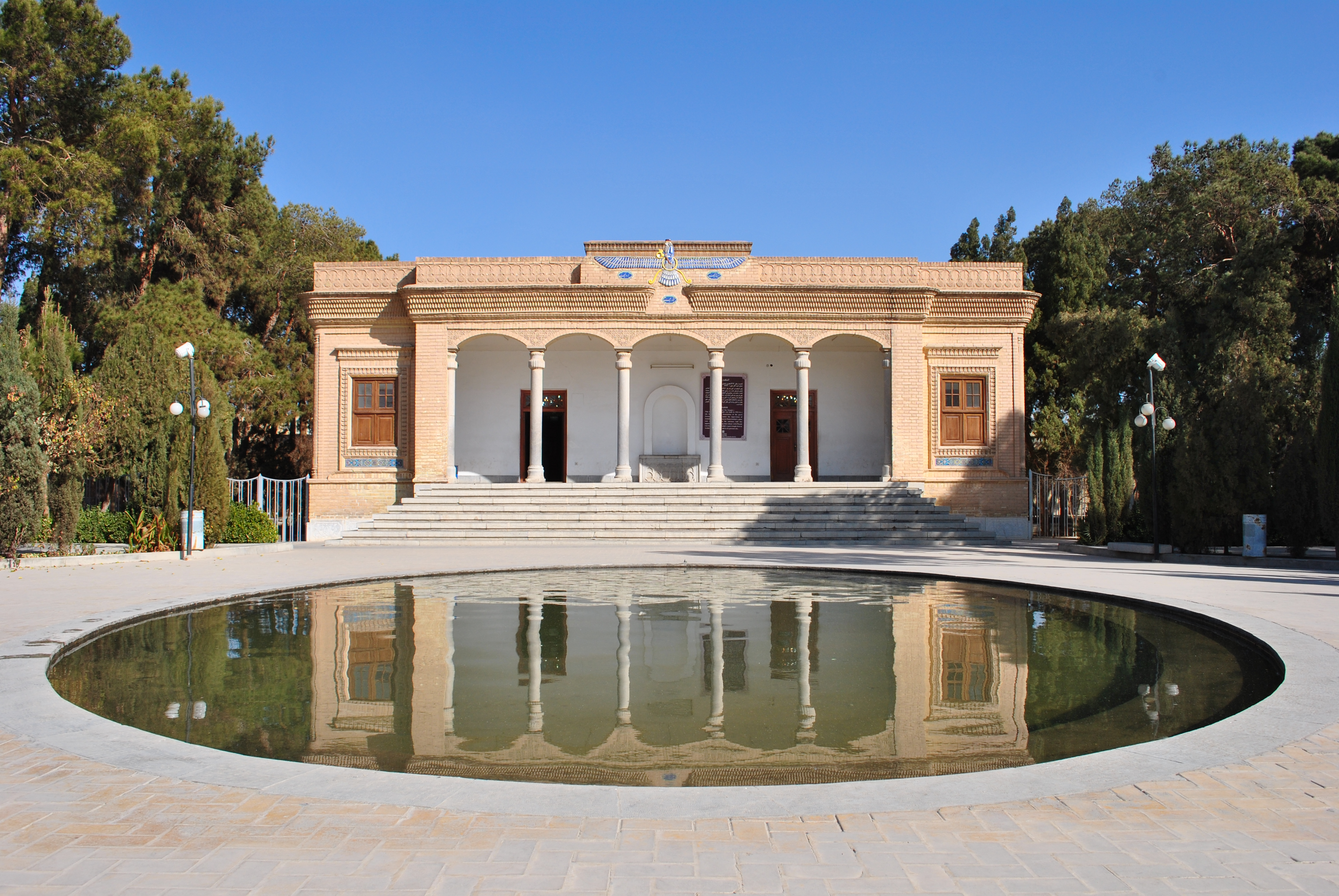
Yazd Atash Behram

Yazd Atash Behram (Ba Tư: یزد آتش بهرام), còn được gọi là Atashkadeh-e Yazd (آتشکده یزد), là một ngôi đền Hỏa giáo thờ lửa ở Yazd, tỉnh Yazd, Iran. Ngôi đền lưu giữ Atash Bahram, có nghĩa là Thần lửa chiến thắng, có niên đại từ năm 470. Đây là một trong chín đền Atash Bahram, một trong những đền thờ ngọn lửa cao cấp nhất ở Iran cổ đại nơi các đệ tử Hỏa giáo thực hành tôn giáo của họ từ năm 400 TCN; tám đền Atash Bahram khác đang ở Ấn Độ.  Theo Aga Rustam Noshiravan Belivani, của Sharifabad, các Anjuman-i Nasiri (giáo sĩ Hỏa giáo) mở Yazd Atash Behram cho du khách không theo Hỏa giáo trong những năm 1960.

## Bối cảnh
Ngôi đền nằm ở Yazd, về phía đông Shiraz, thuộc tỉnh sa mạc Yazda, nơi những người theo Hỏa giáo đã thực hành tôn giáo của họ từ khoảng 400 TCN. Nó nằm trên Đại lộ Ayatullah Kashani và cách sân bay Yazd 6 km.
Ngôi đền thờ lửa cao cấp nhất này được xây dựng lần đầu tiên ở Đế quốc Sasanian vì sự tôn kính thần lửa, đó là biểu hiện của Ahura Mazda trong Hỏa giáo. Theo Hỏa giáo, loại lửa này được thánh hiến từ mười sáu nguồn lửa khác nhau, bao gồm cả lửa được tạo ra từ tia sét.

## Sách tham khảo
- Ejaz, Khadija (ngày 23 tháng 12 năm 2010). In the Persian Empire. Mitchell Lane Publishers, Incorporated. ISBN 978-1-61228-025-7.
- Giara, Marzban Jamshedji (2002). Global Directory of Zoroastrian Fire Temples. Marzban J. Giara.
- Godrej, Pheroza; Mistree, Firoza Punthakey (2002). A Zoroastrian Tapestry: Art, Religion & Culture. Mapin Pub. ISBN 978-81-85822-71-6.
- Iyer, Meena (ngày 1 tháng 1 năm 2009). Faith and Philosophy of Zoroastrianism. Gyan Publishing House. ISBN 978-81-7835-724-9.
- Karber, Phil (ngày 18 tháng 6 năm 2012). Fear and Faith in Paradise: Exploring Conflict and Religion in the Middle East. Rowman & Littlefield Publishers. ISBN 978-1-4422-1479-8.
- Rogerson, Barnaby (ngày 7 tháng 11 năm 2013). Rogerson's Book of Numbers: The culture of numbers from 1001 Nights to the Seven Wonders of the World. Profile Books. ISBN 978-1-84765-983-5. {{Chú thích sách}}: Kiểm tra giá trị |first= (trợ giúp)
- Warden, P. (2002). Parsiana. Quyển 25. Bombay: P. Warden.